# 827 (szám)
A 827 (római számmal: DCCCXXVII) egy természetes szám, prímszám.

## A szám a matematikában
A tízes számrendszerbeli 827-es a kettes számrendszerben 1100111011, a nyolcas számrendszerben 1473, a tizenhatos számrendszerben 33B alakban írható fel.
A 827 páratlan szám, prímszám. Normálalakban a 8,27 · 102 szorzattal írható fel.
Szigorúan nem palindrom szám.
A 827 négyzete 683 929, köbe 565 609 283, négyzetgyöke 28,75761, köbgyöke 9,38646, reciproka 0,0012092. A 827 egység sugarú kör kerülete 5196,19425 egység, területe 2 148 626,322 területegység; a 827 egység sugarú gömb térfogata 2 369 218 624,4 térfogategység.
A 827 helyen az Euler-függvény helyettesítési értéke 826, a Möbius-függvényé −1.